# Owczary (województwo lubuskie)
Owczary (niem. Ötscher lub Detscher) – osada w Polsce położona w województwie lubuskim, w powiecie słubickim, w gminie Górzyca. Wieś leży na krawędzi pradoliny Odry, ok. 1 km na południe od Górzycy, przy drodze do Słubic.
W 1759 roku w miejscowości w jednej z wiejskich stodół nocował Fryderyk II Wielki, załamany po przegranej Bitwie pod Kunowicami.
W latach 1975–1998 miejscowość położona była w województwie gorzowskim.
Miejscowość leży przy drodze krajowej nr 31 Słubice – Szczecin.
W miejscowości działało państwowe gospodarstwo rolne – Zakład Rolny w Owczarach wchodzący w skład Państwowego Przedsiębiorstwa Gospodarki Rolnej w Górzycy.
Przy granicy administracyjnej z Górzycą znajduje się żwirownia – złoże Owczary-Pole Północne.
W przyszłości planowane jest połączenie z Górzycą. Jest to związane ze staraniami o uzyskanie praw miejskich przez Górzycę. 
We wsi można zobaczyć panoramę Górzycy.

## Zabytki
Do wojewódzkiego rejestru zabytków wpisany jest:
- dwór w ruinie, z drugiej połowy XVII wieku[11], w połowie XIX wieku

inne obiekty:
- Muzeum Łąki, w którym na powierzchni 18 ha można oglądać jedno z najcenniejszych stanowisk roślinności kserotermicznej w zachodniej Polsce
- grodzisko wczesnośredniowieczne, znajduje się około 0,5 km na południe od centrum wsi na porośniętym lasem wzgórzu – Rejestr NID – numer rejestru – KZA-I-25/66 z 1966-03-03; L-39/C z 2004-04-14 (stanowisko 12)
- pozostałości po radarach wojskowych, które były umieszczone na wzgórzu, znajdują się około 0,7 km na południowy wschód od centrum wsi.